# Joel Ling
Joel Ling (* 1975 in Thangkua) ist ein myanmarischer Schriftsteller.
Ling studierte am Institut für Wirtschaftswissenschaften (heute Yangon University of Economics) in Rangun und schloss 2001 mit einem B Eco ab. Schon während seines Studiums war er als Herausgeber mehrerer chin-sprachiger Zeitschriften. Seit über zwanzig Jahren gibt er die vierteljährlich erscheinende Zeitschrift Muko (Trompete) der Lai Baptist Church heraus.
Ling verfasste über zehn Bücher über Kultur, Religion und Lebenssituation in Myanmar, insbesondere der Volksgruppe der Chin im Nordwesten des Landes. Seine Erzählung „Ram King“, verfasst in der Chin-Sprache Lai (englischer Titel: Lonely Land; deutscher Titel: Myanmars abgeschiedenes Land) gilt als erster Roman, der in der Chin-Sprache geschrieben und ins Englische übersetzt wurde. Er ist mittlerweile auch auf Deutsch im Verlag Regiospectra erschienen, ebenso wie der zweite Roman „Tlang Chokhlei“ (englischer Titel: Mountain Rhododendron; deutscher Titel: Tluangza Nu).
Ling lebt in Rangun.

## Werke
- Myanmars abgeschiedenes Land. Eine Erzählung aus den Chin-Bergen von Joel Ling. Regiospectra Verlag, 2019, ISBN 978-3-947729-04-3
- Tluangza Nu. Eine Erzählung aus den Jade-Minen Myanmars. Regiospectra Verlag, 2023, ISBN 978-3-947729-69-2